# Championnat de Bulgarie de football 1982-1983
Navigation
Saison précédente Saison suivante
La saison 1982-1983 du Championnat de Bulgarie de football était la 59e édition du championnat de première division en Bulgarie. Les seize meilleurs clubs du pays se retrouvent au sein d'une poule unique, la Vissha Professionnal Football League, où ils s'affrontent deux fois, à domicile et à l'extérieur. À la fin de la saison, les deux derniers du classement sont relégués et remplacés par les deux meilleurs clubs de deuxième division tandis que les 13e et 14e doivent disputer des barrages face aux 3e et 4e de D2.
Le CSKA Septemvriysko zname Sofia, triple tenant du titre, remporte à nouveau le championnat cette saison en terminant en tête du classement final, avec 3 points d'avance sur le Levski-Spartak Sofia et 7 sur le Trakia Plovdiv. C'est le 23e succès en championnat de Bulgarie de l'histoire du CSKA qui réussit le doublé, grâce à sa victoire en finale de la Coupe de Bulgarie face au ZhSK-Spartak Varna.
Après la fin de la compétition, le PFK Spartak Pleven est impliqué dans une affaire de matchs achetés et est immédiatement relégué en B PFG par la Fédération; un barrage entre les deux perdants des matchs de promotion-relégation est organisé pour récupérer la place laissée vacante parmi l'élite.

## Les 16 clubs participants
| - Levski-Spartak Sofia - CSKA Septemvriysko zname Sofia - Etar Veliko Tarnovo - ZhSK-Spartak Varna - Promu de D2 - FK Haskovo - PFC Slavia Sofia - Chernomorets Burgas - Lokomotiv Sofia | - Marek Stanke Dimitrov - Promu de D2 - PFK Spartak Pleven - Tcherno More Varna - Trakia Plovdiv - Botev Vratsa - Belassitza Petritch - Rozova Dolina Kazanlak - Promu de D2 - PFC Sliven |

## Compétition

### Classement
Le barème utilisé pour établir le classement est le suivant :
- Victoire : 2 points
- Match nul : 1 point
- Défaite : 0 point

| Rang | Équipe                             | Pts | J  | G  | N  | P  | Bp | Bc | Diff |
| ---- | ---------------------------------- | --- | -- | -- | -- | -- | -- | -- | ---- |
| 1    | CSKA Septemvriysko zname Sofia T C | 45  | 30 | 18 | 9  | 3  | 52 | 26 | +26  |
| 2    | Levski-Spartak Sofia               | 42  | 30 | 18 | 6  | 6  | 50 | 21 | +29  |
| 3    | Trakia Plovdiv                     | 38  | 30 | 16 | 6  | 8  | 62 | 40 | +22  |
| 4    | Lokomotiv Sofia                    | 32  | 30 | 12 | 8  | 10 | 39 | 40 | -1   |
| 5    | PFK Spartak Pleven                 | 31  | 30 | 13 | 5  | 12 | 46 | 40 | +6   |
| 6    | PFC Sliven                         | 30  | 30 | 13 | 4  | 13 | 46 | 45 | +1   |
| 7    | ZhSK-Spartak Varna P               | 29  | 30 | 12 | 5  | 13 | 36 | 38 | -2   |
| 8    | Etar Veliko Tarnovo                | 29  | 30 | 13 | 3  | 14 | 38 | 41 | -3   |
| 9    | Tcherno More Varna                 | 29  | 30 | 9  | 11 | 10 | 24 | 28 | -4   |
| 10   | Belassitza Petritch                | 29  | 30 | 12 | 5  | 13 | 43 | 54 | -11  |
| 11   | Botev Vratsa                       | 28  | 30 | 13 | 4  | 13 | 38 | 35 | +3   |
| 12   | PFC Slavia Sofia                   | 28  | 30 | 11 | 6  | 13 | 35 | 37 | -2   |
| 13   | Chernomorets Burgas                | 28  | 30 | 12 | 4  | 14 | 41 | 47 | -6   |
| 14   | FK Haskovo                         | 22  | 30 | 9  | 4  | 17 | 34 | 41 | -7   |
| 15   | Rozova Dolina Kazanlak P           | 19  | 30 | 7  | 5  | 18 | 30 | 53 | -23  |
| 16   | Pirin Blagoevgrad P                | 19  | 30 | 7  | 5  | 18 | 26 | 54 | -28  |

|  | Qualification pour la Coupe des clubs champions 1983-1984                                |
|  | Qualification pour la Coupe des Coupes 1983-1984                                         |
|  | Qualification pour la Coupe UEFA 1983-1984                                               |
|  | Qualification pour la Coupe Intertoto 1983                                               |
|  | Participation au barrage de promotion-relégation                                         |
|  | Relégation en deuxième division                                                          |
|  | T : Tenant du titre C : Vainqueur de la Coupe de Bulgarie P : Promu de deuxième division |

### Matchs

#### Barrages de promotion-relégation
| Équipe 1                 | Résultat | Équipe 2               | Aller | Retour |
| ------------------------ | -------- | ---------------------- | ----- | ------ |
| Osam Lovech (D2)         | 1 - 2    | FK Haskovo (D1)        | 0 - 0 | 1 - 2  |
| Chernomorets Burgas (D1) | 2 - 1    | Lokomotiv Plovdiv (D2) | 2 - 1 | 0 - 0  |

À la suite de la relégation du PFK Spartak Pleven, un barrage sur un match simple est organisé entre les deux perdants :
| Équipe 1          | Résultat   | Équipe 2         |
| ----------------- | ---------- | ---------------- |
| Lokomotiv Plovdiv | 2 - 1 a.p. | Osam Lovech (D2) |

## Bilan de la saison
| Championnat de Bulgarie de football 1982-1983 |                                                     |
| Champion                                      | CSKA Septemvriysko zname Sofia (23e titre)          |
| Coupes et trophées                            |                                                     |
| Vainqueur de la Coupe de Bulgarie 1982-1983   | CSKA Septemvriysko zname Sofia                      |
| Qualifications continentales                  |                                                     |
| Coupe des clubs champions 1983-1984           | CSKA Septemvriysko zname Sofia                      |
| Coupe des Coupes 1983-1984                    | ZhSK-Spartak Varna                                  |
| Coupe UEFA 1983-1984                          | Levski-Spartak Sofia                                |
| Coupe UEFA 1983-1984                          | Lokomotiv Plovdiv (vainqueur de la Soviet Army Cup) |
| Coupe Intertoto 1983                          | Trakia Plovdiv                                      |
| Coupe Intertoto 1983                          | Botev Vratsa                                        |
| Coupe Intertoto 1983                          | PFC Slavia Sofia                                    |
| Promotions et relégations                     |                                                     |
| Promus en Vissha PFL                          | FK Shumen                                           |
| Promus en Vissha PFL                          | Lokomotiv Plovdiv                                   |
| Promus en Vissha PFL                          | Beroe Stara Zagora                                  |
| Relégués en B PFL                             | Rozova Dolina Kazanlak                              |
| Relégués en B PFL                             | Pirin Blagoevgrad                                   |
| Relégués en B PFL                             | PFK Spartak Pleven                                  |